# Die Sünden der Väter (1913)
Die Sünden der Väter ist der Titel eines „Mimischen Dramas“ (so der Untertitel des Stummfilms), das Urban Gad nach eigenem Drehbuche 1913 mit Asta Nielsen in der Hauptrolle für die Deutsche Bioscop GmbH in Berlin inszenierte. Die literarische Vorlage war ein Roman des deutschen Autors Hermann Sudermann.

## Handlung
Hannas Vater ist dem Alkohol verfallen und vertrinkt das Geld. Um die Haushaltskasse aufzubessern, nimmt sie eine Stelle als Modell bei einer Malakademie an. Dort lernt sie den jungen Maler Marten kennen und lieben. Der beginnt zwar ein Verhältnis mit ihr, vergisst sie aber rasch wieder, als er sich zu einem Studienaufenthalt nach Italien aufmacht. Enttäuscht beginnt Hanna nun ebenfalls zu trinken, um sich zu trösten.
Nach seiner Rückkehr aus Italien kennt Marten Hanna nicht mehr. Er spricht sie in einem Lokal an und bittet sie, ihm für eine allegorische Darstellung der Trunksucht Modell zu stehen. Hanna willigt ein. Doch als das Bild vollendet ist, zerstört sie es aus Rache wieder. Wie ihr Vater geht sie vor der Zeit zugrunde.

## Hintergrund
Die Aufnahmen entstanden zum Jahreswechsel 1912/13 im Bioscop-Atelier in Berlin-Neubabelsberg, Chausseestrasse 123. An der Kamera stand der sächsische Kinopionier Guido Seeber, der 1911–1913 für die PAGU eine Reihe von Asta Nielsen-Filmen fotografiert hat.
Der Film lag am 28. Januar 1913 der Berliner Zensur vor und wurde unter der Nr. 13.7 für Jugendliche verboten. Er lief auch unter dem Titel Die Sünde ihrer Väter. Die Erstaufführung fand am 28. Februar 1913 in Berlin statt. Den Erstverleih übernahm die Internationale Film-Vertriebs GmbH (Frankfurt am Main und Wien).
In Dänemark hatte er erst am 25. August 1913 Première. Am 26. April 1914 lief er in den Vereinigten Staaten unter dem Titel The Devil’s Assistant an, alternativ hieß er dort auch Regina. Importiert wurde er durch Pathé Frères, vertrieben durch die General Film Company.
Der Film ist nicht zu verwechseln mit dem fünf Jahre später entstandenen Aufklärungsfilm gleichen Titels, der auch unter dem Titel Vergiftete Menschen verliehen wurde. Darin ging es aber nicht um Alkoholismus, sondern um Geschlechtskrankheiten.

## Rezeption
„Die Geschichte von Maler und Modell nimmt hier eine rebellische Wendung: Auf die Erhöhung der Frau im Kunstwerk folgt der Fall, den eben diese Frau in der Wirklichkeit erleidet. Am Ende zerstört sie das Bild, für das sie als Vorbild des »Elends der Hoffnungslosen« herhalten musste.“

Der Film wurde besprochen in:
- Union Theater Zeitung Nr. 8, 1913.
- Union Theater Zeitung Nr. 9, 1913.
- Lichtbildbühne Nr. 23, 1913.
- Verbotene Kinematographenbilder Nr. 100, 1913, S. 132.

und ist verzeichnet bei
- Lamprecht Vol. 13 No. 170
- Birett: Verzeichnis in Deutschland gelaufener Filme. München 1980 (München) No. 311, 1913.

Er wurde aufgeführt
- in den Lichtspielen Rendsburg, Schleifmühlenstraße 8, vom 17. bis 19. Mai 1913 unter dem Titel Die Sünden der Väter.

Im Rendsburger Tageblatt (Rendsburg) vom Samstag, den 17. Mai 1913 wurde der Film wie folgt angekündigt:

„Clou der Saison! […] Großartiges Schauspiel in 3 Akten von Urban Gad mit der weltberühmten Tragödin Asta Nielsen. »Die Sünden der Väter« ist der beste Kunstfilm, den uns Asta Nielsen und Urban Gad bis zum heutigen Tag gebracht haben. Nur 3 Tage ein Sensationsprogramm, welches wohl kaum übertroffen wird.“

Und nach gehabter Vorstellung ergänzte man am 19. Mai 1913 noch:

„Die erste Aufführung erzielte einen durchschlagenden Riesenerfolg bei besetztem Hause.“

- im Kino „Colosseum“ Leipzig,[9] im „Wintergarten“ Leipzig[10] und im „Schloss Lindenfels“ Leipzig[11] am 28. Juli 1914 unter dem Titel Die Sünden der Väter.

Die Leipziger Volkszeitung (Leipzig) vom 28. Juli 1914 kündigte Die Sünden der Väter als „Ergreifendes Drama in 2 Akten. Nordischer Kunstfilm“ an ; er wurde zusammen mit dem Film Der Totgeglaubte – Ein Roman aus dem Leben in 3 Kapiteln. aufgeführt.
In Prag lief der Film vom 23. April bis zum 1. Mai 1913 im Grand Theâtre Electrique Elite, Pořič 5.